# مايك غرين (لاعب كرة قدم أمريكية أمريكي)
مايك غرين (بالإنجليزية: Mike Green)‏ هو لاعب كرة قدم أمريكية أمريكي، ولد في 6 ديسمبر 1976 في روستون في الولايات المتحدة.